# Krasznabéltek község
Krasznabéltek község (románul: Comuna Beltiug) község Szatmár megyében, Romániában. Központja Krasznabéltek, beosztott falvai Alsóboldád, Gyöngy, Géres, Krasznasándorfalu, Szakasz.

## Népessége
A 2011-es népszámlálás adatai alapján a község népessége 3228 fő volt.